# カステルサラチェーノ
カステルサラチェーノ（イタリア語: Castelsaraceno）は、イタリア共和国バジリカータ州ポテンツァ県にある、人口約1,300人の基礎自治体（コムーネ）。

## 地理

### 位置・広がり

#### 隣接コムーネ
隣接するコムーネは以下の通り。
- カルボーネ
- ラトローニコ
- ラウリーア
- モリテルノ
- サン・キーリコ・ラパーロ
- サルコーニ
- スピノーゾ

## 行政

### 分離集落
カステルサラチェーノには、以下の分離集落（フラツィオーネ）がある。
- Frusci, Miraldo, Bruscati, Pié d'Alpi